# Rungholt

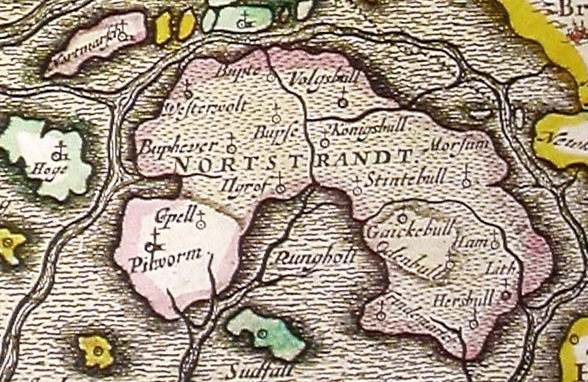
Deze kaart van Joan Blaeu (1662) toont het voormalige eiland Strand met Rungholt

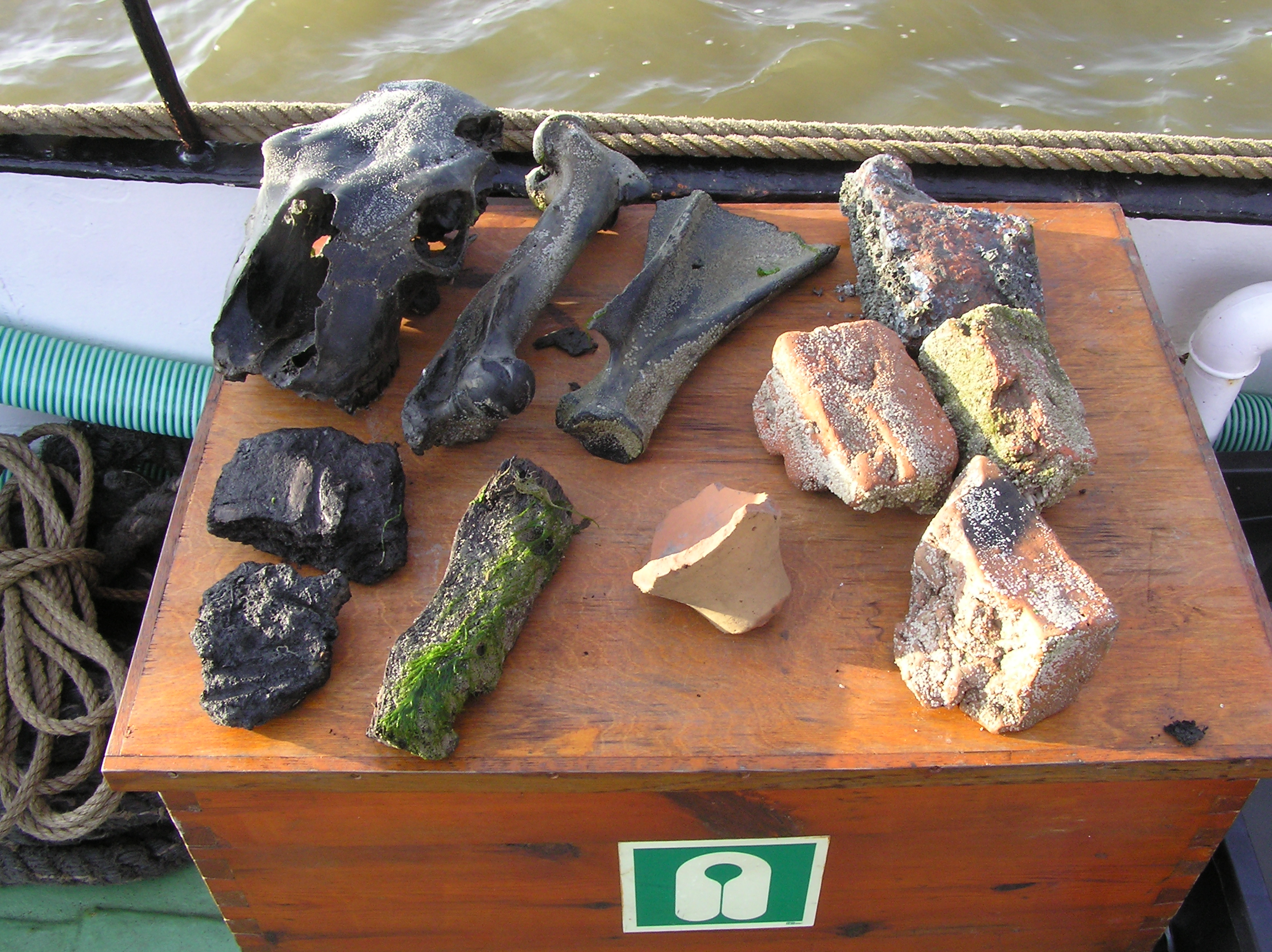
Archeologische vondsten bij Rungholt

Rungholt was een havenstad op het voormalig waddeneiland Strand. De stad verdween in zee tijdens de Sint-Marcellusvloed ("Grote Mandrenke", grote verdrinking van mensen) op 16 januari 1362. Ook het nabije plaatsje Niedam verdween hierbij in zee. Tot eind 20e eeuw waren overblijfselen van de stad zichtbaar, maar inmiddels zijn de laatste resten weggespoeld door de zee.
De bevolking van Rungholt wordt geschat op 1500 tot 2000, wat in die tijd aanzienlijk was. De stad lag op het eiland Strand (ook wel Alt-Nordstrand genoemd), dat door een tweede stormvloed, de Burchardivloed ("Tweede Grote Mandrenke") in 1634 uiteengereten werd. De eilanden Pellworm, Nordstrand en Nordstrandischmoor zijn nog overgebleven stukken van dit eiland. Rungholt lag ergens tussen Pellworm en Nordstrand.
Op het eiland Pellworm is een klein, particulier museum gevestigd, dat aan de verzonken stad Rungholt gewijd is. Er zijn talrijke bodemvondsten te zien, die uit de stad afkomstig zijn.
Over de verdronken stad Rungholt worden verschillende sagen en legendes verteld. Zo wordt gezegd dat men op windstille dagen nog steeds de kerkklokken van Rungholt onder water kan horen luiden. De legende is het onderwerp van het lied "Die Glocken von Rungholt" van Juliane Werding. Ook Detlev von Liliencron dichtte een ballade hierover, getiteld Trutz, Blanke Hans.
In 1992 werd het veer MS Rungholt in gebruik genomen, die de waddeneilanden Föhr en Amrum met het vasteland verbindt. In 2001 werd een film over de stad gemaakt, Der Untergang von Rungholt.